# Bashequen
Bashequen är en ort i Mexiko.   Den ligger i kommunen Chenalhó och delstaten Chiapas, i den sydöstra delen av landet, 700 km öster om huvudstaden Mexico City. Bashequen ligger 2 020 meter över havet och antalet invånare är 649.
Terrängen runt Bashequen är huvudsakligen kuperad, men söderut är den bergig. Terrängen runt Bashequen sluttar norrut. Runt Bashequen är det ganska tätbefolkat, med 134 invånare per kvadratkilometer. Närmaste större samhälle är San Cristóbal de las Casas, 17,3 km söder om Bashequen. Omgivningarna runt Bashequen är en mosaik av jordbruksmark och naturlig växtlighet.